# Kenya International 1995
Die Kenya International 1995 im Badminton fanden Anfang Februar 1995 statt.

## Sieger und Platzierte
| Disziplin    | Gold                        | Silber                          | Bronze                                  |
| ------------ | --------------------------- | ------------------------------- | --------------------------------------- |
| Herreneinzel | Frank Nsubuga               | Christopher Musaazi             | Simon Kihara                            |
| Herreneinzel | Frank Nsubuga               | Christopher Musaazi             | Mehul Joshi                             |
| Dameneinzel  | Annet Nakamya               | Edith Wamalwa                   | Janet Muasya                            |
| Dameneinzel  | Annet Nakamya               | Edith Wamalwa                   | Helen Luziika                           |
| Herrendoppel | Mehul Joshi Frank Nsubuga   | Simon Kihara Tom Manda          | Fred Gituku Abraham Wogute              |
| Herrendoppel | Mehul Joshi Frank Nsubuga   | Simon Kihara Tom Manda          | Charles Gacheru Peter Gacheru           |
| Damendoppel  | Helen Luziika Annet Nakamya | Brenda Naiga Edith Wamalwa      | Janet Muasya Anna Ng'ang'a              |
| Damendoppel  | Helen Luziika Annet Nakamya | Brenda Naiga Edith Wamalwa      | Mercy Mukami Maingi Scholastica Malingu |
| Mixed        | Frank Nsubuga Edith Wamalwa | Fred Gituku Scholastica Malingu | Tom Manda Helen Luziika                 |
| Mixed        | Frank Nsubuga Edith Wamalwa | Fred Gituku Scholastica Malingu | Simon Kihara Anna Ng'ang'a              |